# Chuyến thăm Việt Nam của Vladimir Vladimirovich Putin 2024
Rạng sáng ngày 20 tháng 6 năm 2024, Tổng thống Nga Vladimir Vladimirovich Putin đã có chuyến thăm cấp nhà nước đến Hà Nội, thủ đô Việt Nam theo lời mời trước đó của Tổng Bí thư Đảng Cộng sản Việt Nam Nguyễn Phú Trọng. Chuyến thăm của Putin ban đầu dự kiến kéo dài hai ngày kể từ tối ngày 19 tháng 6. Tuy nhiên, do chuyến thăm Bắc Triều Tiên trước đó bị kéo dài, Putin mới chính thức đặt chân xuống sân bay Nội Bài ở Hà Nội vào lúc 1 giờ 45 phút sáng ngày 20 tháng 6 theo giờ Việt Nam. Do sự chậm trễ này, tổng thời gian ông ở lại Việt Nam bị rút ngắn xuống còn 20–23 giờ. Mặc dù vậy, một số phái đoàn khác của ông đã đến Hà Nội từ ngày 19. Tổng thống Nga thăm Việt Nam trong bối cảnh ông bị Tòa án Hình sự Quốc tế phát lệnh truy nã do các quyết định liên quan đến cuộc xâm lược Ukraina. Tuy nhiên, cả Việt Nam và Nga đều không phải là thành viên của tổ chức này. Trước chuyến thăm, nhiều thông tin rò rỉ cũng đã hé lộ về cuộc gặp gỡ giữa hai nhà lãnh đạo cấp cao của hai nước.
Thông tin về cuộc gặp gỡ của Putin tại Việt Nam được đề cập lần đầu tiên trong cuộc điện đàn giữa Tổng thống Nga và Tổng bí thư Đảng Cộng sản Việt Nam vào tháng 3 năm 2024. Sau đó cả hai quốc gia cũng đã có nhiều cuộc điện đàm và trao đổi với nhau. Đến ngày 18 tháng 6, Bộ Ngoại giao Việt Nam mới ra thông cáo chính thức xác nhận về cuộc gặp gỡ này, trong khi đó, tờ báo Nga Vedomosti đã đưa tin về chuyến thăm từ ngày 10 tháng 6. Việc Hà Nội đón tiếp Putin đã khiến Hoa Kỳ và một số nước thuộc Liên minh châu Âu bày tỏ sự không hài lòng. Trước đó, Việt Nam đã yêu cầu trì hoãn chuyến thăm nước này của đặc phái viên Liên minh châu Âu về vấn đề thực thi các lệnh trừng phạt. Nhiều chuyên gia ngoại giao trong nước giấu tên đã chia sẻ trên Reuters rằng lý do của việc trì hoãn này là vì "các nhà lãnh đạo quá bận để gặp ông", sự "bận" ở đây được nhiều người trong số này cho rằng là để chuẩn bị cho chuyến thăm của Putin đến Hà Nội.
Ngoài ra, chuyến thăm là một trong số những lần hiếm hoi mà Tổng Bí thư Đảng Cộng sản Việt Nam Nguyễn Phú Trọng xuất hiện trước công chúng và cũng là lần cuối cùng ông đón tiếp một nguyên thủ quốc gia trước khi qua đời vào ngày 19 tháng 7.

## Bối cảnh
Việt Nam Dân chủ Cộng hòa và Liên Xô, tiền thân của hai nước Việt Nam và Nga, đã chính thức thiết lập quan hệ ngoại giao từ ngày 30 tháng 1 năm 1950. Sau khi Liên Xô tan rã, vào ngày 16 tháng 6 năm 1994, Việt Nam và Liên bang Nga mới chính thức ký những Hiệp ước đầu tiên về quan hệ ngoại giao giữa hai nhà nước mới. Đến năm 2001, Nga và Việt Nam ký quan hệ Đối tác chiến lược và sau đó là Đối tác chiến lược toàn diện vào năm 2012. Chuyến thăm cấp nhà nước gần nhất của Tổng thống Nga đến Việt Nam là vào năm 2013, sau khi ông này tái đắc cử Tổng thống Nga gần một năm. Tuy nhiên, lần gần nhất ông đặt chân đến Việt Nam lại là năm 2017 khi nước này đăng cai APEC. Việc Putin đến thăm Việt Nam vào năm 2024 đánh dấu chuyến thăm cấp nhà nước lần thứ hai của ông, nhưng là chuyến thăm thứ năm của ông đến Việt Nam với tư cách là nguyên thủ quốc gia. Chuyến thăm cũng nằm trong năm đầu tiên trong nhiệm kỳ mới của Putin khi ông tái đắc cử nhiệm kỳ thứ 5 cách đây hơn một tháng và nhân dịp hai quốc gia đánh dấu kỷ niệm 30 năm ký Hiệp ước hữu nghị Nga – Việt Nam. Trước chuyến thăm chính thức của Putin, Chủ tịch Đảng nước Nga Thống nhất, Phó Chủ tịch Hội đồng An ninh Nga Dmitry Anatolyevich Medvedev và Chủ tịch Duma Quốc gia Nga Vyacheslav Viktorovich Volodin cũng đã có chuyến thăm đến Việt Nam lần lượt vào tháng 5 và tháng 10 năm 2023.
Chuyến thăm cũng diễn ra trong bối cảnh vào tháng 3 năm 2023, Putin bị Tòa án Hình sự Quốc tế (ICC) phát lệnh truy nã với cáo buộc ông đã gây ra tội ác chiến tranh ở Ukraina. Tuy nhiên, Việt Nam và Nga đều không phải là thành viên của tổ chức này nên không cần phải tuân thủ các phát lệnh mà ICC ban bố. Cuộc xâm lược của Nga vào Ukraina vào năm 2022 đã gây ra nhiều khó khăn cho đường lối "ngoại giao cây tre" của Việt Nam khi cả hai quốc gia tham chiến đều từng thuộc Liên Xô cũ. Trong cuộc biểu quyết tại Đại Hội đồng Liên Hợp Quốc về cuộc chiến, Việt Nam đã bỏ phiếu trắng, một hành động được cho là nghiêng về phía Nga. IndiaTimes dẫn lời nhiều chuyên gia cho rằng Việt Nam có thể sẽ phải đối mặt với áp lực phân cực trong tương lai và lên án hành động của Nga trong cuộc xâm lược của nước này vào Ukraina. Tuy nhiên, trước chuyến thăm Việt Nam của Putin vài ngày, nước này đã từ chối tham dự Hội nghị Thượng đỉnh Hòa bình Ukraina diễn ra tại Thụy Sĩ, mặc dù đã nhận được lời mời tham dự hội nghị. Trước đó, Người phát ngôn Bộ Ngoại giao Việt Nam Phạm Thu Hằng cho biết nước này "ủng hộ giải quyết tranh chấp, bất đồng bằng các biện pháp hòa bình, phù hợp luật pháp quốc tế và Hiến chương của Liên Hợp Quốc".
Trước chuyến thăm của Putin, Việt Nam đã tăng cường mối quan hệ gần gũi hơn với Hoa Kỳ, thể hiện qua cuộc gặp gỡ giữa Tổng Bí thư Đảng Cộng sản Việt Nam Nguyễn Phú Trọng với Tổng thống Hoa Kỳ Joe Biden, trong đó cả hai nước đã nâng cấp quan hệ lên mức cao nhất, tương tự Việt Nam cũng đã nâng cấp quan hệ với Úc và Nhật Bản – các quốc gia đồng minh của Hoa Kỳ. Ba tháng sau chuyến thăm của Biden, Việt Nam tiếp đón chuyến thăm cấp nhà nước của Chủ tịch Trung Quốc Tập Cận Bình. Cùng với chuyến thăm của Putin, Việt Nam đã liên tục đón tiếp ba cường quốc trong vòng chưa đầy một năm.

## Chuyến thăm

### Trước chuyến thăm
Thông tin về chuyến thăm của Putin đến Việt Nam lần đầu tiên được đề cập vào ngày 28 tháng 3 năm 2024 khi Phát ngôn viên Bộ ngoại giao Việt Nam Nguyễn Đức Thắng lên tiếng xác nhận trước truyền thông việc Tổng Bí thư Đảng Cộng sản Việt Nam Nguyễn Phú Trọng mời Tổng thống Nga Vladimir Vladimirovich Putin đến Việt Nam trong lúc cả hai điện đàm cấp cao ngày 26 tháng 3. Trong cuộc điện đàm, ông Trọng đã gửi lời chia buồn đến Putin sau khi nước này xảy ra vụ khủng bố vào ngày 22 tháng 3. Dẫn lời Ban Đối ngoại Trung ương, đăng tải trên báo Tuổi Trẻ, "Tổng thống Putin đã vui vẻ nhận lời mời". Điện Kremlin cũng đưa ra phát ngôn tương tự và khẳng định cuộc gặp giữa hai nước "đang được thảo luận". Đến ngày 17 tháng 6, Bộ Ngoại giao Việt Nam mới xác nhận cụ thể về thời điểm chuyến công du của Putin đến nước này. Chuyến thăm được Hà Nội xác nhận sẽ kéo dài trong hai ngày 19 và 20 tháng 6. Trước đó, vào ngày 10 tháng 6, tờ báo Nga Vedomosti đã đưa tin Tổng thống sẽ có chuyến thăm Việt Nam trong tháng 6 sau chuyến thăm của ông tại Bình Nhưỡng, Bắc Triều Tiên. Trước khi thông tin này được truyền thông Việt Nam xác nhận, một quan chức nhà nước giấu tên đã chia sẻ với Reuters rằng thời gian cụ thể là vào ngày 19 và 20 tháng 6. Việt Nam là quốc gia thứ 3 mà Putin đến thăm sau Trung Quốc và Bắc Triều Tiên kể từ khi ông tái đắc cử nhiệm kỳ thứ 5.
Đến ngày 16 tháng 6, Bộ Ngoại giao Việt Nam phát đi thông báo về việc trao đổi điện mừng giữa Tổng Bí thư Nguyễn Phú Trọng và Chủ tịch nước Tô Lâm với Tổng thống Vladimir Putin, cũng như giữa Thủ tướng Phạm Minh Chính và Thủ tướng Mikhail Vladimirovich Mishustin nhân dịp hai nước kỷ niệm 30 năm ký kết "Hiệp ước về những nguyên tắc cơ bản của quan hệ hữu nghị giữa Cộng hòa xã hội chủ nghĩa Việt Nam và Liên bang Nga" (gọi tắt là Hiệp ước hữu nghị Nga – Việt Nam) vào ngày 16 tháng 6 năm 1994. Sau đó một ngày, Chính phủ Việt Nam phát đi thông báo chính thức về cuộc gặp gỡ giữa hai nhà lãnh đạo, Chủ tịch nước Việt Nam Tô Lâm đã có cuộc gặp gỡ với Đại sứ Nga tại Việt Nam Gennady Bezdetko ở Phủ Chủ tịch. Ông Lâm đã khẳng định Việt Nam xem Nga là "những đối tác ưu tiên hàng đầu" và chuyến thăm của Putin tại Việt Nam sắp tới là dấu mốc quan trọng giữa hai quốc gia. Ngoài ra, ông Lâm cũng nhờ Đại sứ Nga gửi lời cảm ơn đến Putin vì đã chúc mừng ông khi được bầu làm Chủ tịch nước Việt Nam. Tối ngày 18 tháng 6, một ngày trước khi chuyến thăm chính thức diễn ra, Công an Thành phố Hà Nội đã phát đi thông báo về việc cấm và hạn chế một số phương tiện di chuyển trên các tuyến đường ở Ba Đình, Tây Hồ, Hoàn Kiếm, Đống Đa, Cầu Giấy, Nam Từ Liêm, Đông Anh, Sóc Sơn và Mê Linh kéo dài từ 7 giờ ngày 19 đến 20 giờ ngày 20 tháng 6 theo giờ địa phương.

### Chuyến thăm

#### Ngày 19 tháng 6
Sáng ngày 19 tháng 6, Công an Thành phố Hà Nội đã thực hiện nhiều cuộc diễn tập cùng với các đoàn xe của Tổng thống Nga. Đến chiều cùng ngày, A.E.Likhachev – Tổng Giám đốc Tập đoàn Năng lượng Nguyên tử Quốc gia Liên bang Nga Rosatom đã đặt chân đến Việt Nam và gặp gỡ Thủ tướng Phạm Minh Chính, một trong các hoạt động trong chuyến thăm của Tổng thống Liên bang Nga Vladimir Putin. Cùng khoảng thời gian, Phó Thủ tướng Nga Dmitry Nikolayevich Chernyshenko cũng đã có buổi gặp mặt với Thứ trưởng Bộ Giáo dục và Đào tạo Nguyễn Văn Phúc. Cả hai nước đã ký kết "Hiệp định giữa Chính phủ Việt Nam và Chính phủ Liên bang Nga về hợp tác trong lĩnh vực giáo dục đại học", đồng thời quyết định xây dựng Phân viện Puskin tại Hà Nội trở thành Trung tâm tiếng Nga ở khu vực. Vào khuya ngày 19 tháng 6, do một số vấn đề phát sinh trong quá trình công tác tại Yakutsk, Tổng thống Nga Putin đã kết thúc chuyến thăm Bắc Triều Tiên và bắt đầu đến thăm Hà Nội muộn hơn so với kế hoạch.
Chúng tôi cảm ơn các bạn Việt Nam đã thể hiện lập trường cân bằng về cuộc khủng hoảng Ukraina và mong muốn thúc đẩy việc tìm kiếm con đường thiết thực giải quyết khủng hoảng bằng các biện pháp hòa bình. 
Trước khi đặt chân xuống Hà Nội, một bài viết của Tổng thống Nga Vladimir Putin được đăng tải trên báo Nhân Dân đã đề cập đến vấn đề quan hệ giữa hai nước và gọi chuyến thăm là "sự kiện mang tính biểu tượng". Putin đã nhắc đến Hồ Chí Minh và gọi ông là "người bạn lớn của đất nước chúng tôi". Ông nói thêm, "Nước Nga luôn ghi nhớ Chủ tịch Hồ Chí Minh – nhà yêu nước, nhà chính trị và chính khách kiệt xuất, người luôn kiên định bảo vệ chủ quyền và tự do của Tổ quốc". Ngoài ra, trong bài viết, Tổng thống Nga cũng ca ngợi đường lối ngoại giao của Việt Nam là "bình đẳng, không chia tách, bao trùm và không phân biệt đối xử" đặc biệt là trong vấn đề liên quan đến Ukraina. Ông cũng gửi lời cảm ơn đến Việt Nam vì đã giữ lập trường "trung lập" trong vấn đề Ukraina.

#### Ngày 20 tháng 6
Vào lúc 1 giờ 45 phút ngày 20 tháng 6 theo giờ Việt Nam, chuyên cơ riêng chở Tổng thống Nga Vladimir Putin chính thức hạ cánh tại sân bay quốc tế Nội Bài, Hà Nội. Chuyên cơ Ilyushin Il-96-300PU là phương tiện di chuyển của Tổng thống Nga đến Hà Nội. Putin bước ra khỏi chuyên cơ trong trang phục vest đen và vẫy tay chào. Tiếp đón Tổng thống Nga tại sân bay có sự xuất hiện của Bí thư Trung ương Đảng, Trưởng ban Đối ngoại Trung ương Lê Hoài Trung; Phó Thủ tướng Trần Hồng Hà; Chủ nhiệm Văn phòng Chủ tịch nước Lê Khánh Hải; Chủ tịch Ủy ban nhân dân Thành phố Hà Nội Trần Sỹ Thanh; Đại sứ Việt Nam tại Nga Đặng Minh Khôi... Các nhà lãnh đạo hai bên đã có cuộc trao đổi nhỏ trước khi phái đoàn đưa ông hướng về cầu Nhật Tân và lưu trú tại khách sạn Metropole ở quận Hoàn Kiếm.

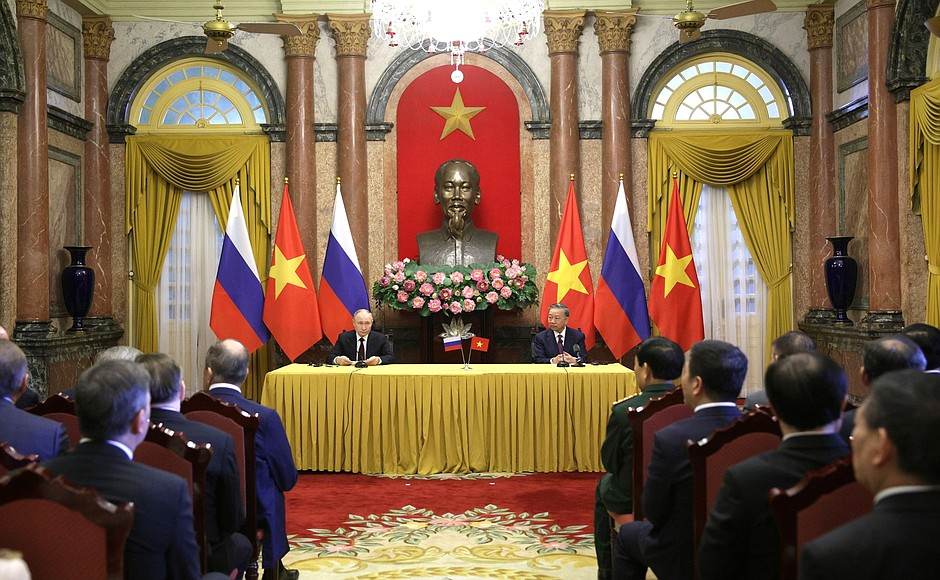
Tổng thống Nga Vladimir Putin và Chủ tịch nước Tô Lâm phát biểu thông cáo chung của chuyến thăm.

Đến trưa ngày 20 tháng 6, Putin tham gia nghi thức chào đón cấp nhà nước tại Phủ Chủ tịch. Chủ tịch nước Tô Lâm là người chủ trì lễ đón với sự tham gia của nhiều chính khách quan trọng trong Chính phủ và Trung ương Đảng. Trong nghi thức lễ đón, phía Việt Nam đã bắn khoảng 21 loạt đại bác chào mừng sau khi quốc thiều của hai nước được cử hành. Trước đó, đông đảo thiếu niên và quần chúng nhân dân đã tập trung dọc hai bên đường, vẫy cờ Nga và Việt Nam để chào đón các vị lãnh đạo Nga. Ngay sau lễ đón tiếp chính thức, Chủ tịch nước Tô Lâm cùng Tổng thống Nga Vladimir Putin đã có cuộc hội đàm chính thức và sau đó, họ đã có buổi gặp gỡ báo chí để thông qua Tuyên bố chung giữa hai nước. Tuyên bố chung giữa hai quốc gia bao gồm việc tăng cường quan hệ Đối tác chiến lược toàn diện. Ngoài ra, tuyên bố còn đề cập đến các vấn đề khác như niềm tin, kinh tế, chính trị, thương mại – đầu tư... đặc biệt là trong các vấn đề liên quan đến biển Đông và khu vực. Cả hai nước cũng căm kết tăng cường hợp tác trong vấn đề quốc phòng và an ninh. Sau khi cuộc hội đàm giữa hai nhà lãnh đạo kết thúc, 11 văn kiện hợp tác khác cũng đã được thông qua. Đồng thời, Putin đã mời Tô Lâm tham dự Lễ kỷ niệm Ngày Chiến thắng tại Moskva vào năm sau, đánh dấu kỷ niệm 80 năm ngày Liên Xô đánh bại phát xít Đức. Ngoài ra, phía Nga cũng cam kết sẵn sàng hỗ trợ lực lượng hải quân Việt Nam. Đến chiều, Putin tiếp tục có cuộc gặp gỡ với Thủ tướng Phạm Minh Chính tại Văn phòng Chính phủ. Ngay sau đó, Tổng thống Nga đã hội đàm với Tổng Bí thư Nguyễn Phú Trọng tại Trụ sở Trung ương Đảng Cộng sản Việt Nam. Trong cuộc hội đàm, Việt Nam bày tỏ sự ủng hộ đối với chính sách hướng Đông của Nga và những đóng góp của quốc gia này vào cộng đồng quốc tế. Ông Trọng đã đề cập đến tình hình ở Ukraina cũng như cho biết Việt Nam mong muốn hai nước đối thoại và chấm dứt chiến tranh, đồng thời khẳng định sẽ sẵn sàng tham gia đóng góp vào việc thúc đẩy đối thoại giữa hai nước. Bên cạnh đó, về vấn đề tranh chấp tại biển Đông, hai nhà lãnh đạo kêu gọi giải quyết vấn đề này dựa trên luật pháp quốc tế.

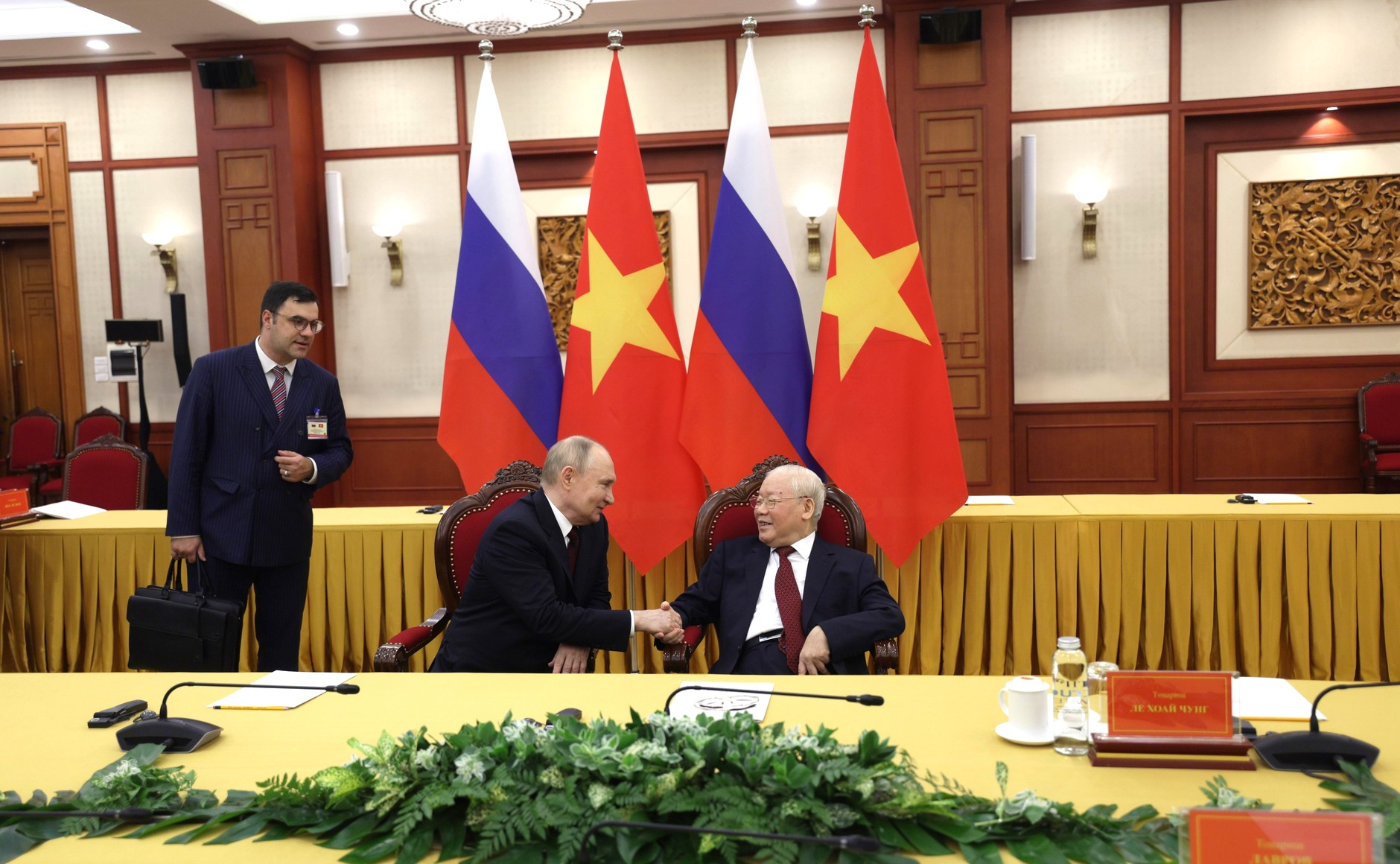
Tổng thống Nga Vladimir Putin và Tổng Bí thư Nguyễn Phú Trọng tại Văn phòng Trung ương Đảng.

Sau khi hội đàm với ông Trọng, Putin đã di chuyển đến Đài tưởng niệm Bắc Sơn và Lăng Chủ tịch Hồ Chí Minh để đặt vòng hoa. Trên vòng hoa cũng có đính kèm thêm dòng chữ "Từ Tổng thống Liên bang Nga". Ngay sau đó tại Nhà hát Lớn Hà Nội, Putin tiếp tục có cuộc gặp gỡ với Chủ tịch Quốc hội Việt Nam Trần Thanh Mẫn. Lý do lựa chọn Nhà hát Lớn là nơi gặp gỡ của hai nhà lãnh đạo được cho là vì đây là nơi diễn ra Kỳ họp đầu tiên của Quốc hội khóa I nước Việt Nam Dân chủ Cộng hòa. Ngoài ra, Tổng thống Nga cũng đề cập đến vấn đề ông Mẫn sẽ có chuyến thăm chính thức nước này theo lời mời trước đó của Chủ tịch Duma Quốc gia Nga Vyacheslav Volodin. Vào buổi tối cũng tại Nhà hát Lớn, Tô Lâm đã gặp lại Tổng thống Nga cùng Lãnh đạo Hội hữu nghị Việt – Nga. Tại đây, hai nguyên thủ đã có buổi trao đổi với nhiều cựu sinh viên Việt Nam từng học tập tại Nga. Tổng thống Nga cũng khẳng định bản thân rất xúc động khi gặp gỡ "những người bạn Việt Nam".
Ngoài ra, một chương trình hòa nhạc do Dàn nhạc Giao hưởng Hà Nội biểu diễn bao gồm 9 tác phẩm: khúc dạo đầu của bài hát "Ruslan và Lyudmila", "Ave Maria", "Melodie", "Vũ khúc Tây Nguyên", "Cánh đồng Nga", "Niềm hy vọng", "Bài hát về Tổ quốc xa xôi", "Người Hà Nội" và "Festive Overture". Vở diễn còn có sự góp mặt của khoảng 80 nghệ sĩ có liên quan đến nước Nga bao gồm NSND Bùi Công Duy, NSƯT Bùi Lệ Chi, NSND Nguyễn Thị Hoa Đăng, Đào Tố Loan, Trần Nhật Minh... Màn trình diễn tác phẩm điêu khắc ánh sáng hình ảnh Tổng thống Nga với tên gọi "nước Nga vĩ đại" do nghệ nhân Bùi Văn Tự trình diễn đã được diễn ra sau đó. Theo truyền thông Việt Nam, tác phẩm điêu khắc do đích thân Tổng Bí thư Đảng Cộng sản Việt Nam lựa chọn và được Chủ tịch nước Việt Nam gửi tặng cho Putin. Theo nghệ nhân Tự, hình ảnh "khu rừng bạch dương, với những cây nhỏ và cây đại thụ, đại diện cho hành trình của một đời người".
Đến 22 giờ ngày 20 tháng 6, từ Nhà hát Lớn Hà Nội, Putin đã di chuyển đến sân bay Nội Bài, kết thúc chuyến thăm Việt Nam. Tổng thời gian ông ở Việt Nam được cho là vào khoảng 20–23 giờ. Tuy nhiên, trước khi rời khỏi Việt Nam, Tổng thống Nga đã có buổi trao đổi riêng với các phóng viên quốc tế, trong đó ông cáo buộc NATO đang tạo ra mối đe dọa an ninh đối với Nga ở châu Á và không loại trừ khả năng nước này sẽ gửi vũ khí có độ chính xác cao đến Bắc Triều Tiên. Cũng trong ngày 20 tháng 6 tại thủ đô Liên bang Nga, Viện Đông phương học Viện Hàn lâm Khoa học Nga và Cục lưu trữ lịch sử chính trị – xã hội Nhà nước Nga đã phát hành sách Liên Xô và Việt Nam trong những năm Chiến tranh Đông Dương lần thứ hai 1959–1975: Tuyển tập các văn kiện bằng tiếng Nga.

## Phản ứng

### Trong nước

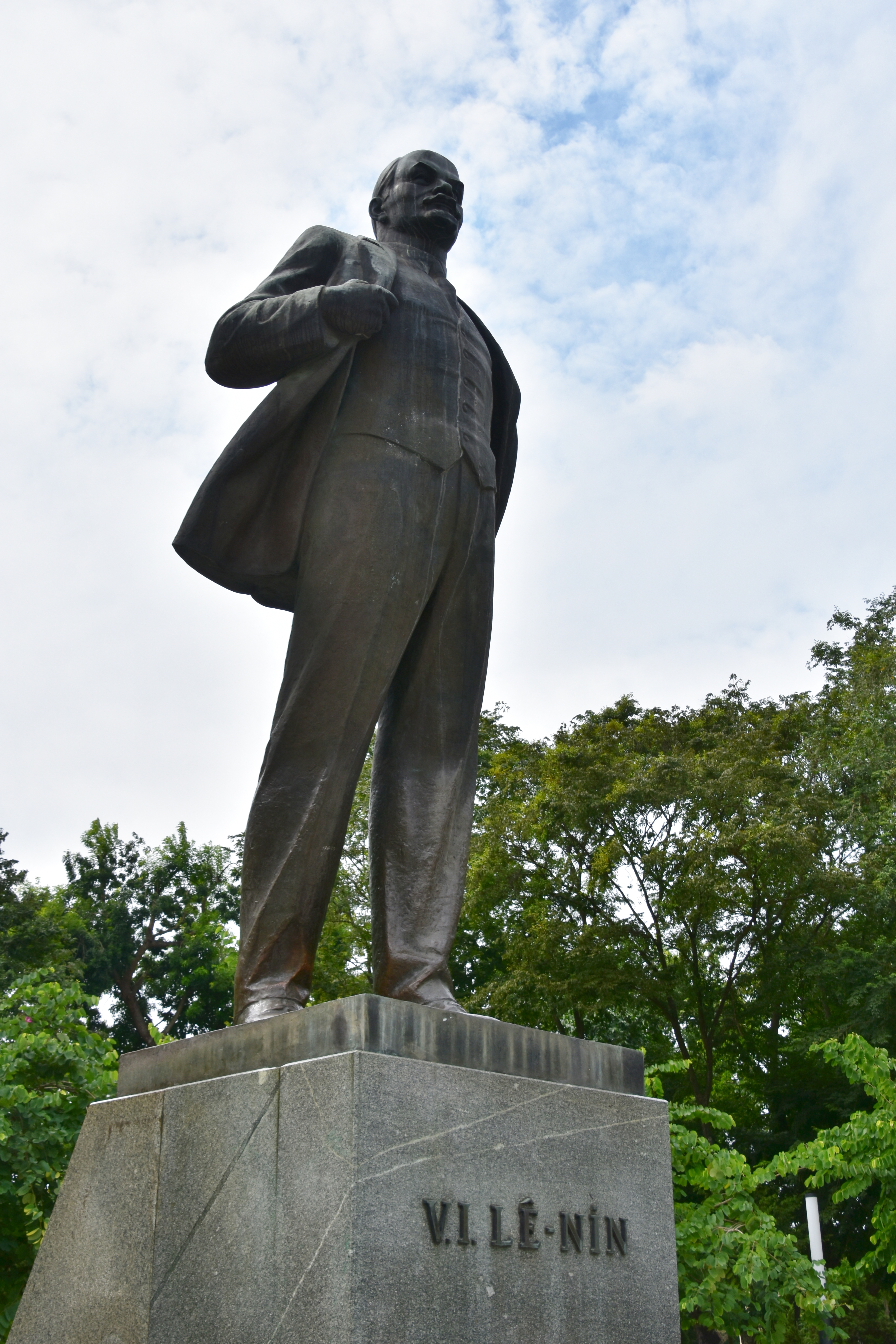
Tượng đài Lenin ở Hà Nội.

Tại Việt Nam, nhiều người lớn tuổi đã bày tỏ sự vui mừng khi biết thông tin về chuyến thăm của Putin đến Việt Nam. Nhiều sản phẩm của Nga như búp bê Matryoshka và mũ thêu chữ CCCP, một cụm từ viết tắt theo chữ Kirin cho quốc hiệu của Liên Xô, cũng đã được bày bán công khai. Một người dân khoảng 57 tuổi đã trả lời với Reuters rằng Putin "rất tài năng, thực sự là một nhà lãnh đạo thế giới" trước tượng đài Lenin ở Hà Nội. Số khác cũng bày tỏ sự yêu mến dành cho Putin, gọi ông là một "tổng thống rất tài năng" và xem ông như "thần tượng". Hãng thông tấn Sputnik của Nga cũng trích dẫn nhiều bình luận của cộng đồng mạng Việt Nam trên một số mạng xã hội như Facebook, TikTok... thể hiện sự vui mừng và dành nhiều lời chào đón đến vị nguyên thủ nước Nga. Đăng tải trên báo Người Lao Động, Chủ tịch Liên hiệp các tổ chức hữu nghị Việt Nam Phan Anh Sơn cho rằng, "Việt Nam có rất nhiều người yêu mến Liên Xô trước đây và nước Nga ngày nay". Trên báo Tuổi Trẻ, nhà báo Duy Linh cho rằng việc Putin đến thăm Việt Nam ngay trong năm đầu tiên của nhiệm kỳ mới chính là "sự coi trọng" của ông dành cho mối quan hệ giữa hai nước. Sau khi thông tin về chuyến thăm được đăng tải, Đài phát thanh – Truyền hình Hà Nội đã có bài viết ca ngợi những thành tựu lãnh đạo của Putin và gọi ông là "người đưa nước Nga vĩ đại trở lại". Dẫn lời trên hãng thông tấn nhà nước Nga RIA Novosti, Chủ tịch nước Tô Lâm đã khẳng định rằng Moskva là "đối tác ưu tiên" của Hà Nội. Đây cũng là cuộc gặp gỡ đầu tiên của cả hai.
Sau chuyến thăm, Bộ trưởng Bộ Ngoại giao Việt Nam Bùi Thanh Sơn đã có những trao đổi với báo Nhân Dân, ông gọi đây là một "chuyến thăm với nhiều ý nghĩa quan trọng" và là "điểm nhấn nổi bật của đối ngoại Việt Nam năm 2024". Ông Sơn cho biết Nga rất ủng hộ Việt Nam trong việc đăng cai APEC 2027 và khẳng định vai trò trung tâm của Việt Nam trong Hiệp hội các quốc gia Đông Nam Á. Ngoài ra, Việt Nam và Nga cũng sẽ tăng cường về hợp tác quốc phòng và an ninh, đặc biệt là trong vấn đề biển Đông. Cả hai nước đều cam kết ủng hộ "quan hệ quốc tế công bằng", tuân thủ Hiến chương Liên Hợp Quốc và "không can thiệp vào công việc nội bộ của nhau".

### Quốc tế

#### Các cơ quan chính phủ

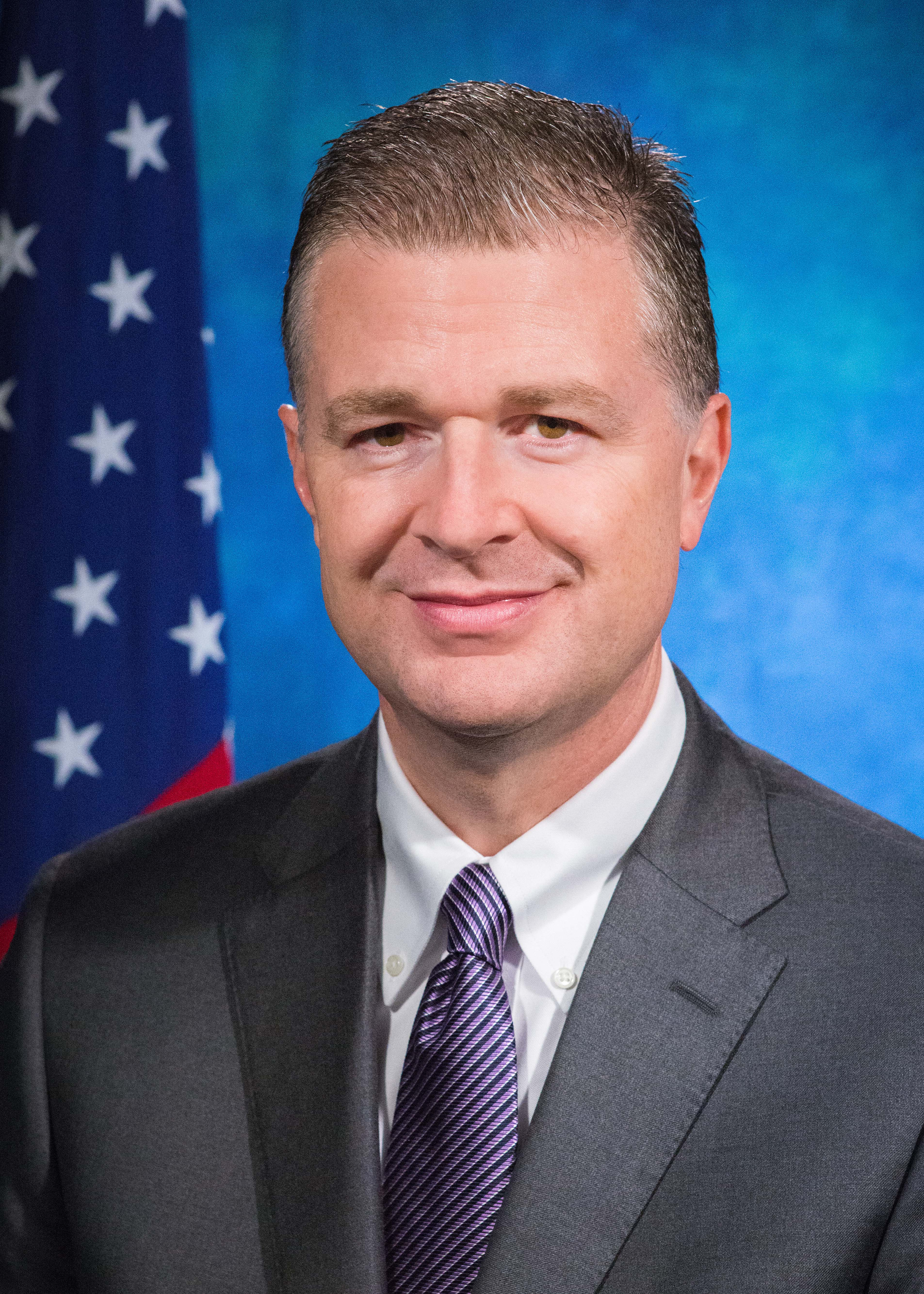
Trợ lý Ngoại trưởng Hoa Kỳ Daniel Kritenbrink, người đến thăm Việt Nam ngay sau chuyến thăm của Tổng thống Nga.

Trước chuyến thăm, Phát ngôn viên Đại sứ quán Hoa Kỳ tại Hà Nội đã trả lời với Reuters vào trước chuyến thăm cho rằng, "Không có một quốc gia nào nên tạo cho Putin một nền tảng để thúc đẩy cuộc chiến tranh xâm lược của ông ta và mặt khác cho phép ông ta bình thường hóa hành vi tàn bạo của mình". Sau phát ngôn của Đại sứ quán Hoa Kỳ, Bộ Ngoại giao Việt Nam vẫn chưa đưa ra phản hồi chính thức. Tuy nhiên, đến ngày 20 tháng 6, Bộ trưởng Bộ Ngân khố Hoa Kỳ Janet Yellen khẳng định rằng việc Hoa Kỳ nâng cấp quan hệ với Việt Nam không đồng nghĩa với việc yêu cầu Việt Nam phải cắt đứt quan hệ với Nga hay Trung Quốc. Trước vấn đề Việt Nam ký các thỏa thuận dầu khí và khoa học hạt nhân, Yellen cho rằng Hà Nội sẽ có những chính sách rõ ràng trong việc hợp tác với các quốc gia khác nhau. Chỉ vài giờ sau khi Putin rời Việt Nam, Washington đã thông báo rằng nhà ngoại giao Daniel Kritenbrink – Trợ lý Ngoại trưởng phụ trách Đông Á và Thái Bình Dương sẽ thăm Việt Nam vào ngày 21 và 22 tháng 6 nhằm nhấn mạnh sự hợp tác của Hoa Kỳ với Việt Nam để đảm bảo khu vực Ấn Độ Dương – Thái Bình Dương "tự do và cởi mở". Hoa Kỳ cũng đưa ra tuyên bố ủng hộ "Việt Nam hùng mạnh, độc lập, kiên cường và thịnh vượng", đồng thời tái khẳng định "cam kết mạnh mẽ của Hoa Kỳ trong việc thực hiện các chính sách Quan hệ đối tác chiến lược toàn diện Hoa Kỳ – Việt Nam". Vào ngày 22 tháng 6, tại Hà Nội, Kritenbrink phát biểu rằng Hoa Kỳ tôn trọng các chính sách đối ngoại của Việt Nam và khẳng định nước này "hoàn toàn dốc sức" cho quan hệ với Việt Nam. Đồng thời, ông cũng bác bỏ ý kiến cho rằng chuyến thăm đến Hà Nội lần này của mình có liên quan đến chuyến thăm trước đó của Putin.
Ngoài ra, Liên minh châu Âu (EU) không đưa ra phát ngôn trước chuyến thăm của Putin đến Hà Nội, song liên minh này đã tỏ ra không hài lòng trước quyết định của Việt Nam khi nước này trì hoãn cuộc gặp gỡ với Đặc phái viên EU về lệnh trừng phạt đối với Nga. Nhiều thông tin cho rằng, việc trì hoãn cuộc gặp gỡ này của Hà Nội là do nước này phải chuẩn bị cho chuyến thăm của Putin. Mặc dù không bình luận trực tiếp nhưng đúng vào ngày Putin đặt chân đến Hà Nội, Đại sứ quán Đức tại Việt Nam đã đăng tải trên Facebook lên án tội ác của Putin và nhắc lại lệnh bắt giữ ông của Tòa án Hình sự Quốc tế. Tương tự, Đại sứ quán Pháp tại Việt Nam đã đăng kèm cùng bức ảnh với nội dung "Đoàn kết với Ukraina" và khẳng định "từ chối một trật tự thế giới dựa trên luật pháp của kẻ mạnh và vi phạm các nguyên tắc cơ bản chi phối mối quan hệ giữa các quốc gia". Đại sứ quán Ba Lan tại Việt Nam, Đại sứ quán Ý tại Việt Nam, Đại sứ quán Thụy Điển tại Việt Nam cũng đăng tải những nội dung tương tự và khẳng định sẽ sát cánh cùng Ukraina. BBC News cho rằng các nước châu Âu và Ukraina không muốn can thiệp vào vấn đề nội bộ của Việt Nam, nhưng họ vẫn muốn lên án Nga và Putin. Cũng trong ngày 20 tháng 6, Liên minh châu Âu chính thức tung gói trừng phạt thứ 14 vào Nga, với lần đầu tiên nhắm vào khí thiên nhiên hóa lỏng (LNG).
Đại sứ Úc tại Việt Nam Andrew Goledzinowski đã đăng tải trên X (trước đây là Twitter) rằng Việt Nam đang dành cho các nhà lãnh đạo Nga một "ân huệ to lớn và có thể mong đợi nhận lại từ những ân huệ đó". Ông cho rằng, dù Việt Nam có mối quan hệ lịch sử với Liên Xô, nhưng việc hai quốc gia này trở thành đối tác chiến lược một lần nữa là khó có thể xảy ra. Cụ thể ông nói, "Việt Nam sẽ luôn hành động vì lợi ích của Việt Nam chứ không phải ai khác". Dẫn lời trên South China Morning Post, Đại sứ Ukraina tại Việt Nam Oleksandr Gaman cho rằng việc Tổng thống Ukraina Volodymyr Oleksandrovych Zelensky đã gặp Thủ tướng Việt Nam hai lần và từ chính sách "Bốn không" cho thấy Việt Nam sẽ không có khả năng giúp đỡ nước xâm lược. Gaman cho rằng vẫn có thể có trường hợp "khó xảy ra" là Việt Nam bán thiết bị vũ khí thông qua bên thứ ba như Lào và Campuchia cho Nga. Tuy nhiên, trên Facebook của Đại sứ quán Ukraina tại Hà Nội đưa ra hàng loạt thông điệp lên án Vladimir Putin là một "tội phạm quốc tế" do những hành động của ông trong cuộc xâm lược Ukraina. Đồng thời, đại sứ quán này kêu gọi "đưa những kẻ chịu trách nhiệm về những hành động tàn ác như vậy ra trước công lý". Họ cũng nhấn mạnh, "hơn 10 năm đất nước chúng tôi phải gánh chịu những tội ác chiến tranh của Putin".

#### Truyền thông
Việt Nam được đánh giá là một trong những nơi công du an toàn của Putin sau khi bị ICC phát lệnh truy nã. Đăng tải trên Đài Tiếng nói Hoa Kỳ, một giáo sư đến từ bang Hawaii, Hoa Kỳ cho rằng việc Hà Nội đón tiếp Putin sẽ mang lại "rủi ro" và "hình ảnh xấu" cho Việt Nam, khiến nước này trở nên "kém tin cậy" trong mắt của phương Tây, Nhật Bản và Hàn Quốc. Mặt khác, điều này lại củng cố niềm tin cho mối quan hệ với Nga, tương tự như Bắc Triều Tiên – quốc gia mà Nga đến thăm trước khi sang Việt Nam, được coi là "một người bạn thân thiết của Nga". Tuy nhiên, một số thông tin khác từ trong nước lại cho rằng, Hà Nội đã bày tỏ với Nga rằng nước này "không muốn" Putin kết hợp giữa việc thăm Bắc Triều Tiên và nước này do quan ngại vấn đề bị "hiểu nhầm về mặt quốc tế". Đồng thời, Việt Nam cũng cần cũng cố niềm tin giữa hai nước trước các tranh chấp tại biển Đông giữa nước này với Trung Quốc. Tương tự, Alexander Vuving đến từ Trung tâm nghiên cứu an ninh châu Á – Thái Bình Dương cho rằng, Việt Nam chính là điểm dừng quan trọng của Nga trong chuyến công du lần này khi nước này muốn thể hiện rằng "nỗ lực cô lập Nga của phương Tây là vô ích". Tuy nhiên, một số ý kiến khác cũng cho rằng, việc Việt Nam đón tiếp Putin cũng góp phần củng cố đường lối "ngoại giao cây tre" của nước này, nhất là khi trước đó Việt Nam đã lần lượt đón tiếp Tổng thống Hoa Kỳ Joe Biden và Chủ tịch Trung Quốc Tập Cận Bình.
Bình luận với South China Morning Post, giáo sư Carlyle Alan Thayer cho rằng trong bối cảnh cuộc chiến tại Ukraina, Nga cần duy trì các đối tác truyền thống thông qua các hợp đồng dài hạn, trong đó Nga lấy hàng hóa và Việt Nam lấy vũ khí. Chia sẻ trên BBC News trước chuyến thăm, nhiều chuyên gia cũng nhận định rằng Hà Nội sẽ đề cập đến vấn đề vũ khí trong bối cảnh nước này đang tìm cách đa dạng hóa nguồn lực vũ khí sau khi chiến tranh tại Ukraina nổ ra, mặc dù Việt Nam đã bắt đầu chuyển sang mua vũ khí của phương Tây và giảm phụ thuộc vào Nga. Dẫn lời Nguyễn Khắc Giang tại Viện Nghiên cứu Đông Nam Á (ISEAS) trên hãng thông tấn Associated Press đã bình luận về những lý do mà Việt Nam đón tiếp Putin. Giang cho rằng, vì Nga là "nhà cung cấp thiết bị quân sự lớn nhất" cho Việt Nam và "công nghệ thăm dò dầu khí của Nga sẽ giúp duy trì các yêu sách chủ quyền ở biển Đông". Về phía Nga, Prashanth Parameswaran từ Trung tâm Wilson cho rằng Nga đang phát truyền tải thông điệp nước này "không bị cô lập ở châu Á". Parameswaran nói thêm rằng Việt Nam cần phải cẩn trọng trước những động thái của mình với Nga trong bối cảnh căng thẳng ngày càng gia tăng giữa Washington và Moskva. Nhà báo Britt Clennett đăng tải trên ABC News cho rằng chuyến thăm đã giúp thể hiện Nga vẫn còn có bạn bè trong khu vực. Trên Bloomberg News, vị giáo sư này cũng cho rằng Hà Nội đang tìm kiếm sự đảm bảo để mối quan hệ ngày càng khăng khít giữa Trung Quốc và Nga "không gây thiệt hại" cho Việt Nam. Ngoài ra, Nga hiện đang giữ chức Chủ tịch BRICS năm 2024, chuyến thăm cũng có thể được xem là một sự ủng hộ đối với nguyện vọng gia nhập BRICS của Việt Nam.
Đăng tải trên Reuters, nhiều nhà phân tích cho rằng Hà Nội sẽ không phải chịu nhiều hậu quả vì cơ bản Hoa Kỳ cần nước này để chống lại Trung Quốc. Tuy nhiên, Hà Nội vẫn có thể lo ngại về ảnh hưởng của Putin đối với quyết định của Hoa Kỳ trong việc công nhận Việt Nam là một nền kinh tế thị trường. Sau chỉ trích của Đại sứ quán Hoa Kỳ tại Việt Nam, đài Russia Today của Chính phủ Nga đã ca ngợi Việt Nam vì "phớt lờ chỉ trích của Hoa Kỳ" trong việc mời Tổng thống Putin và xem đây như là một thất bại của Washington trong việc cô lập Moskva liên quan đến cuộc chiến tại Ukraina. Yang Danzhi từ Thời báo Hoàn Cầu nhận định rằng, "Washington sẽ phải xử lý mối quan hệ Việt – Mỹ một cách thận trọng" và việc làm sâu sắc hơn mối quan hệ giữa Việt Nam và Hoa Kỳ sẽ "gặp trở ngại". Đồng thời, nhà báo cũng ca ngợi việc Việt Nam "không chịu cúi đầu trước áp lực của phương Tây". Đài phát thanh quốc tế Pháp đã trích dẫn một số bình luận từ các chuyên gia cho rằng Hoa Kỳ cũng như Liên minh châu Âu sẽ không phản ứng quá gay gắt với Hà Nội do nước này đang có tầm quan trọng địa – chính trị trong khu vực. Nhà hoạt động chính trị và bất đồng chính kiến Nguyễn Tiến Trung cho rằng tuyên bố chung giữa hai bên chỉ mang tính chất "tuyên truyền lừa dối lẫn nhau".
CNN ca ngợi Việt Nam là một trong số ít các quốc gia có thể tiếp đón thành công các nhà lãnh đạo Hoa Kỳ, Trung Quốc và Nga một cách phô trương. Đài này cũng so sánh Việt Nam với Ấn Độ trong việc duy trì mối quan hệ thân thiện với hầu hết các cường quốc đối lập. Tiến sĩ Lê Hồng Hiệp từ ISEAS cho rằng Việt Nam đang thể hiện rằng họ sẽ không hy sinh một mối quan hệ với một cường quốc chỉ để "đáp ứng mong đợi" của một cường quốc khác. Huong Le Thu từ Tổ chức Khủng hoảng Quốc tế cho rằng cả Việt Nam và Nga cùng tương trợ nhau trong lịch sử, chung hệ tư tưởng chống lại chủ nghĩa tư bản và đế quốc phương Tây, các di sản này hiện nay vẫn được kế thừa ở hai quốc gia. Việt Nam đang mong muốn duy trì quan hệ của mình dựa trên "di sản lịch sử" và "lợi ích quốc gia", theo đuổi một nền ngoại giao đa chiều. Khang Vu từ The Diplomat cho rằng, cùng lúc nhiều cường quốc đến thăm Hà Nội không hẳn là do sự khéo léo trong các chính sách ngoại giao của họ mà do chính các cường quốc đang muốn chứng tỏ cho Việt Nam khả năng cung cấp an ninh khi nước này cần nhất. Đặc biệt, trong bối cảnh Hà Nội đang có nhu cầu bảo vệ chế độ, chủ quyền lãnh thổ và duy trì môi trường hòa bình để ổn định tăng trưởng kinh tế. Nhà báo này cho rằng, Hoa Kỳ có thể giúp Việt Nam hai vế sau trừ việc "bảo vệ chế độ", Trung Quốc là vế đầu và vế cuối, trong khi Nga là tất cả. Tuy nhiên, Nga lại rất hạn chế trong các khả năng quân sự tại khu vực châu Á – Thái Bình Dương. Ông cũng bình luận rằng tầm quan trọng của Hà Nội đối với Nga lớn đến mức Moskva không thể chỉ trích nước này vì sự trung lập của họ. Ngoài ra, theo một thống kê của BBC News, chuyến thăm của Putin cũng là một trong hai lần duy nhất ông Trọng xuất hiện trước công chúng trong năm 2024 và là lần cuối cùng ông đón tiếp lãnh đạo một quốc gia trước khi qua đời vào ngày 19 tháng 7.

## Kết quả chuyến thăm

### Tuyên bố chung
Trong tuyên bố chung giữa hai nước đã ca ngợi nhiều thành quả phát triển giữa Nga và Việt Nam cũng như đề cập đến lịch sử của cả hai nước. Việt Nam hoan nghênh việc Vladimir Putin tái đắc cử nhiệm kỳ mới và ca ngợi "tính minh bạch" cũng như "khách quan của cuộc bầu cử". Đồng thời, Việt Nam lên án vụ khủng bố ngày 22 tháng 3 và khẳng định ủng hộ Nga trong cuộc đấu tranh chống khủng bố và chủ nghĩa cực đoan nhằm đảm bảo hòa bình và ổn định đất nước. Nga đã ca ngợi những thành tựu mà Đảng Cộng sản Việt Nam đạt được và chúc mừng Chủ tịch nước Tô Lâm được tín nhiệm. Đồng thời, Nga cũng mời Chủ tịch nước Việt Nam tham dự Lễ kỷ niệm 80 năm Chiến thắng trong Chiến tranh vệ quốc vĩ đại. Hai nước cam kết nhất trí trong hợp tác song phương và tăng cường quan hệ đối tác chiến lược toàn diện. Ngoài ra, cả hai quốc gia đều phản đối việc triển khai vũ khí trong không gian cũng như ủng hộ hòa bình và ổn định ở Trung Đông, phản đối sự can thiệp nội bộ vào các nước ở khu vực. Đồng thời, Moskva và Hà Nội đều ủng hộ việc thành lập Nhà nước Palestine độc lập với thủ đô là Đông Jerusalem, cùng tồn tại hòa bình với Nhà nước Israel. Hai nước đã thống nhất thúc đẩy quá trình triển khai xây dựng Trung tâm Nghiên cứu khoa học công nghệ hạt nhân tại Việt Nam.

### Danh sách ký kết giữa hai nước
| Ngày | Tên gọi | Các bên liên quan                                     | Các bên liên quan                                                          | Ng.    |
| Ngày | Tên gọi | Việt Nam                                              | Nga                                                                        | Ng.    |
| ---- | --- | ----------------------------------------------------- | -------------------------------------------------------------------------- | ------ |
| 19   | Hiệp định giữa Chính phủ Việt Nam và Chính phủ Liên bang Nga về hợp tác trong lĩnh vực giáo dục đại học | Thứ trưởng Bộ giáo dục và Đào tạo Nguyễn Văn Phúc     | Phó Thủ tướng Nga Dmitry Nikolayevich Chernyshenko                         | [ 24 ] |
| 19   | Xây dựng Phân viện Puskin tại Hà Nội thành Trung tâm tiếng Nga cấp khu vực | Thứ trưởng Bộ giáo dục và Đào tạo Nguyễn Văn Phúc     | Phó Thủ tướng Nga Dmitry Nikolayevich Chernyshenko                         | [ 24 ] |
| 20   | Chương trình hợp tác giai đoạn 2024–2025 giữa Bộ Tư pháp Việt Nam và Bộ Tư pháp Nga | Chứng kiến Chủ tịch nước Tô Lâm                       | Chứng kiến Tổng thống Vladimir Vladimirovich Putin                         | [ 37 ] |
| 20   | Bản ghi nhớ về Lộ trình thực hiện Dự án Trung tâm Khoa học công nghệ hạt nhân trên lãnh thổ nước Cộng hòa Xã hội Chủ nghĩa Việt Nam giữa Bộ Khoa học và Công nghệ và Tập đoàn Năng lượng nguyên tử Rosatom                                                         | Chứng kiến Chủ tịch nước Tô Lâm                       | Chứng kiến Tổng thống Vladimir Vladimirovich Putin                         | [ 37 ] |
| 20   | Bản ghi nhớ giữa Trung tâm nghiên cứu khoa học và công nghệ Nhiệt đới hỗn hợp Việt – Nga và Cơ quan Liên bang Nga về Giám sát, bảo vệ quyền lợi người tiêu dùng và an sinh con người về hợp tác phát triển cơ sở hạ tầng phòng thí nghiệm để phòng chống dịch bệnh | Chứng kiến Chủ tịch nước Tô Lâm                       | Chứng kiến Tổng thống Vladimir Vladimirovich Putin                         | [ 37 ] |
| 20   | Trao Giấy chứng nhận đăng ký đầu tư điều chỉnh Lô 11–2 cho Tập đoàn Zarubezhneft | Chứng kiến Chủ tịch nước Tô Lâm                       | Chứng kiến Tổng thống Vladimir Vladimirovich Putin                         | [ 37 ] |
| 20   | Thỏa thuận hợp tác trao đổi khoa học giữa Viện Hàn lâm Khoa học xã hội Việt Nam và Học viện Kinh tế quốc dân và Hành chính công trực thuộc Tổng thống Liên bang Nga (RANEPA)                                                                                       | Chứng kiến Chủ tịch nước Tô Lâm                       | Chứng kiến Tổng thống Vladimir Vladimirovich Putin                         | [ 37 ] |
| 20   | Thỏa thuận hợp tác giữa Đại học Hà Nội và RANEPA | Chứng kiến Chủ tịch nước Tô Lâm                       | Chứng kiến Tổng thống Vladimir Vladimirovich Putin                         | [ 37 ] |
| 20   | Thỏa thuận hợp tác giữa Đại học Quốc gia Hà Nội và Đại học Tổng hợp liên bang Viễn Đông (FEFU) | Chứng kiến Chủ tịch nước Tô Lâm                       | Chứng kiến Tổng thống Vladimir Vladimirovich Putin                         | [ 37 ] |
| 20   | Thỏa thuận hợp tác giữa Đại học Quốc gia Hà Nội và Trường Kinh tế cao cấp | Chứng kiến Chủ tịch nước Tô Lâm                       | Chứng kiến Tổng thống Vladimir Vladimirovich Putin                         | [ 37 ] |
| 20   | Bản Ghi nhớ về hợp tác tại Việt Nam giữa Tập đoàn Dầu khí Việt Nam và Công ty Cổ phần Novatek | Chứng kiến Chủ tịch nước Tô Lâm                       | Chứng kiến Tổng thống Vladimir Vladimirovich Putin                         | [ 37 ] |
| 20   | Biên bản ghi nhớ giữa Công ty Cổ phần Quản lý BVIM và Quỹ Đầu tư trực tiếp Nga | Chứng kiến Chủ tịch nước Tô Lâm                       | Chứng kiến Tổng thống Vladimir Vladimirovich Putin                         | [ 37 ] |
| 20   | Bản ghi nhớ về hợp tác giữa Tổng cục Thuế Việt Nam và Tổng cục Thuế Liên bang Nga | Tổng cục trưởng Tổng cục Thuế Việt Nam Mai Xuân Thành | Tổng cục trưởng Tổng cục Thuế Liên bang Nga Daniil Vyacheslavovich Yegorov | [ 87 ] |

## Liên quan

### Việt Nam từ chối chuyến thăm của Đặc phái viên Liên minh châu Âu

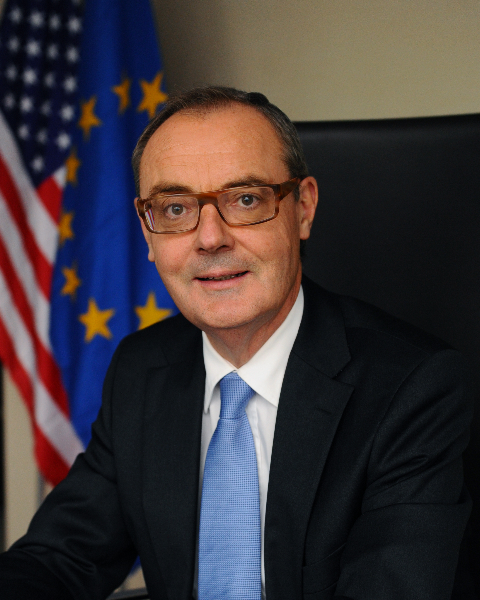
David O’Sullivan, đặc phái viên Liên minh châu Âu.

Một tháng trước khi Putin đến thăm Việt Nam, đặc phái viên thực thi các lệnh trừng phạt của Liên minh châu Âu David O’Sullivan đã có chuyến thăm đến khu vực Đông Nam Á, bao gồm Việt Nam, vào ngày 13 và 14 tháng 5. Tuy nhiên, Hà Nội đã hoãn cuộc gặp này, với lý do "các nhà lãnh đạo quá bận để gặp ông" theo trích dẫn của một nhà ngoại giao giấu tên. Nhiều nguồn tin rò rỉ từ Reuters cho biết Việt Nam đã xin hoãn cuộc gặp đến tháng 7 và nhiều người được cho là trong cơ quan nhà nước Việt Nam cho biết sự "bận" này là do chuẩn bị để đón tiếp Putin cũng như quan ngại việc đặc phái viên EU đến Việt Nam có thể làm gián đoạn cuộc gặp với Nga. Sau thông tin này, Liên minh châu Âu đã mô tả việc hoãn này từ Hà Nội là "đáng thất vọng". Theo BBC News, nhiệm vụ của David O’Sullivan chính là ngăn chặn sự giúp đỡ từ bên ngoài cho các quốc gia bị EU áp đặt các lệnh trừng phạt, trong đó có Nga. Cũng theo Reuters, không có bằng chứng nào cho thấy Việt Nam đề nghị hỗ trợ Nga trong vấn đề chiến tranh tại Ukraina. Tuy nhiên, các vi phạm này cũng khó có thể phát hiện, đặc biệt là về chip hoặc các linh kiện nhỏ.

### Các chuyến thăm của Việt Nam ngay sau đó
Chưa đầy một tuần sau chuyến thăm Hà Nội của Putin, vào ngày 24 tháng 6, Thủ tướng Việt Nam Phạm Minh Chính đã có chuyến thăm đến Trung Quốc thông qua Hội nghị lần thứ 15 của Diễn đàn Kinh tế Thế giới ở Đại Liên và sau đó có cuộc gặp gỡ với Thủ tướng Trung Quốc Lý Cường, Chủ tịch nước kiêm Tổng Bí thư Đảng Cộng sản Trung Quốc Tập Cận Bình tại Bắc Kinh. Theo báo Nhân Dân, chuyến thăm đã thể hiện sự coi trọng của Đảng Cộng sản Việt Nam và Chính phủ Việt Nam đối với mối quan hệ giữa hai nước. Ngay ngày hôm sau, Bộ trưởng Bộ Kế hoạch và Đầu tư Việt Nam Nguyễn Chí Dũng đã có chuyến thăm Hoa Kỳ và có cuộc gặp gỡ với Thứ trưởng Bộ Ngoại giao Hoa Kỳ Jose W. Fernandez. Tại đây, hai bên đã thảo luận về các vấn đề liên quan đến an ninh kinh tế, chất bán dẫn, môi trường đầu tư, kinh tế kỹ thuật số, không gian mạng, năng lượng và khoáng sản.

## Hình ảnh

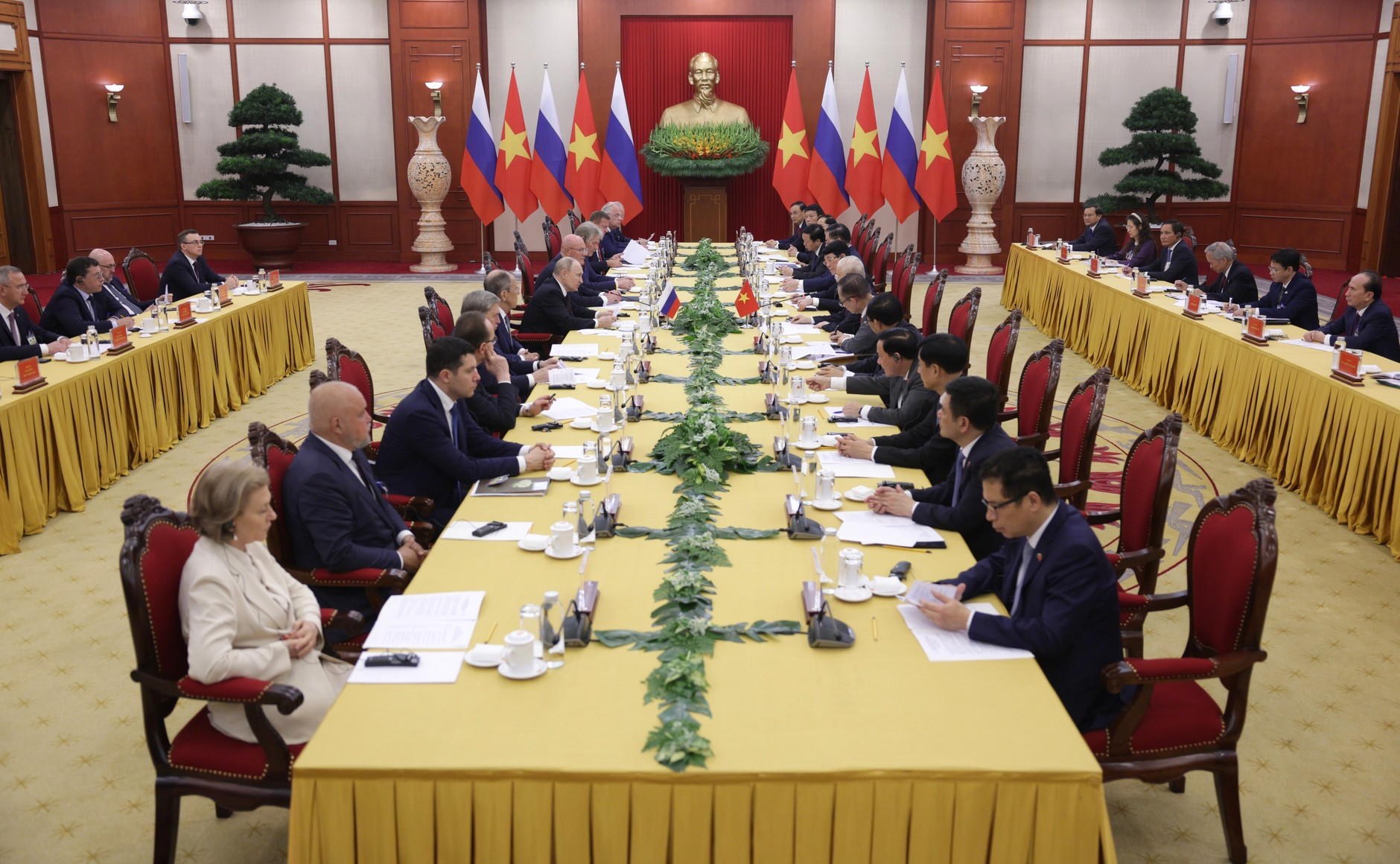
Tổng bí thư Nguyễn Phú Trọng chủ trì lễ đón Tổng thống Vladimir Putin tại Văn phòng Trung ương Đảng.
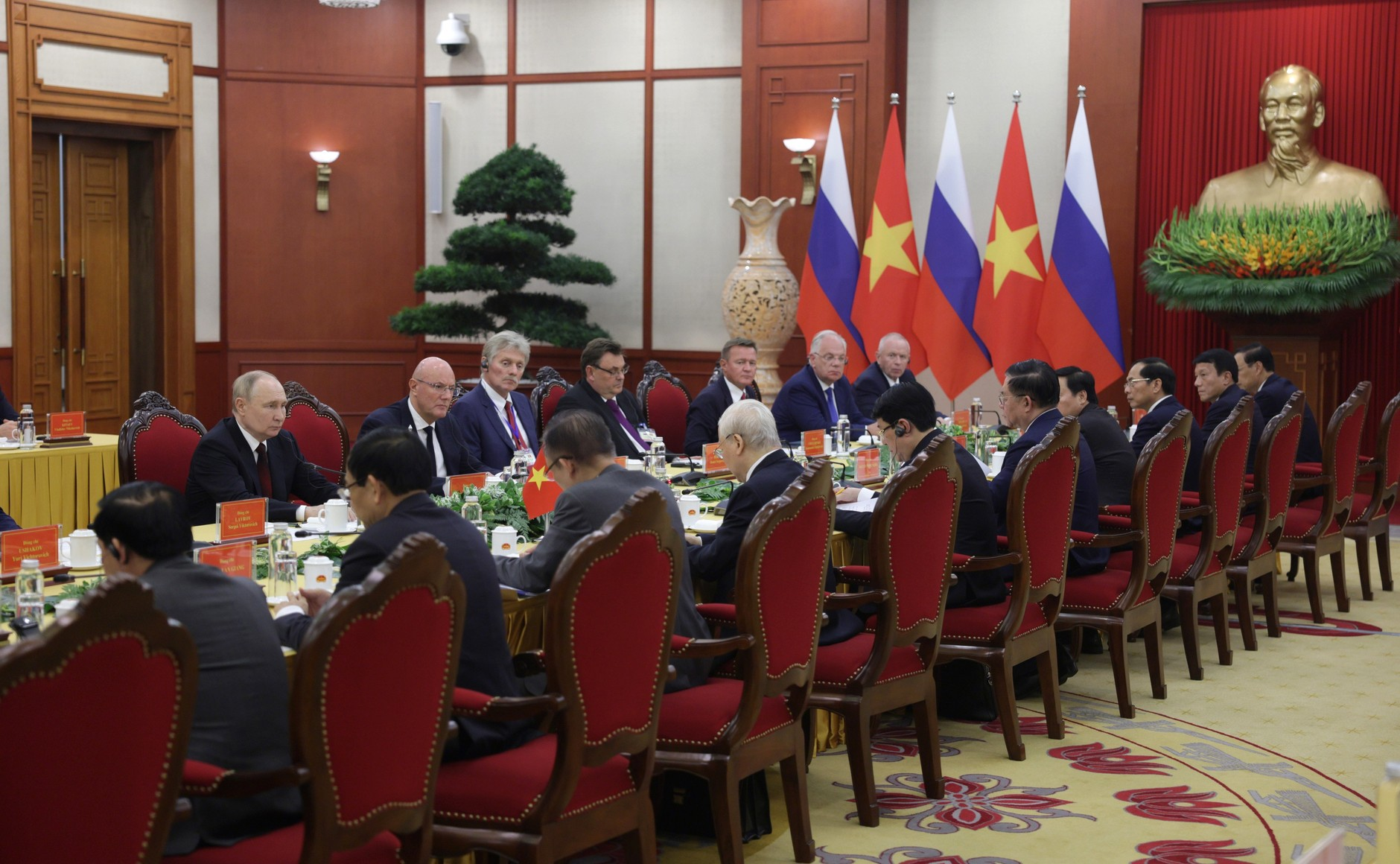
Nguyễn Phú Trọng hội đàm với Vladimir Putin.
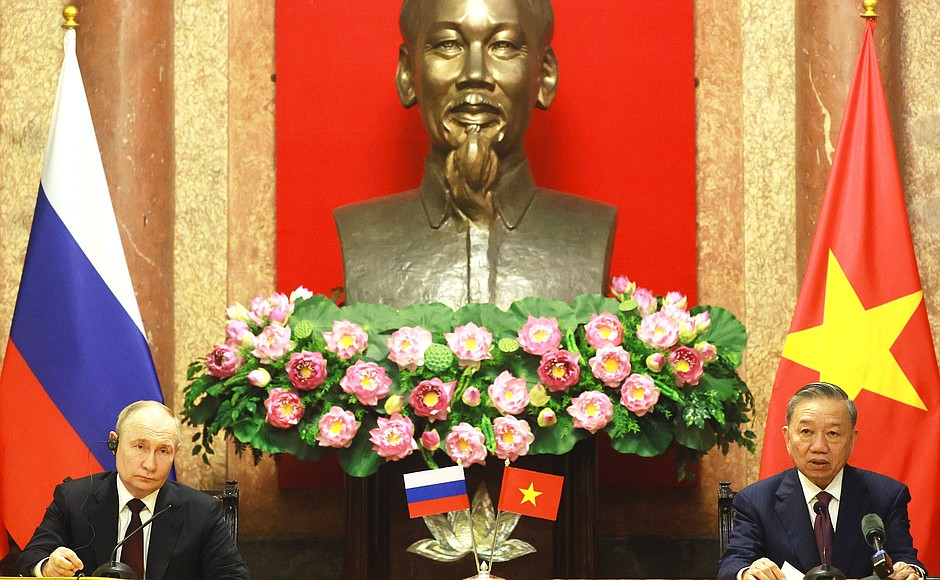
Chủ tịch nước Tô Lâm và Tổng thống Vladimir Putin trước truyền thông.
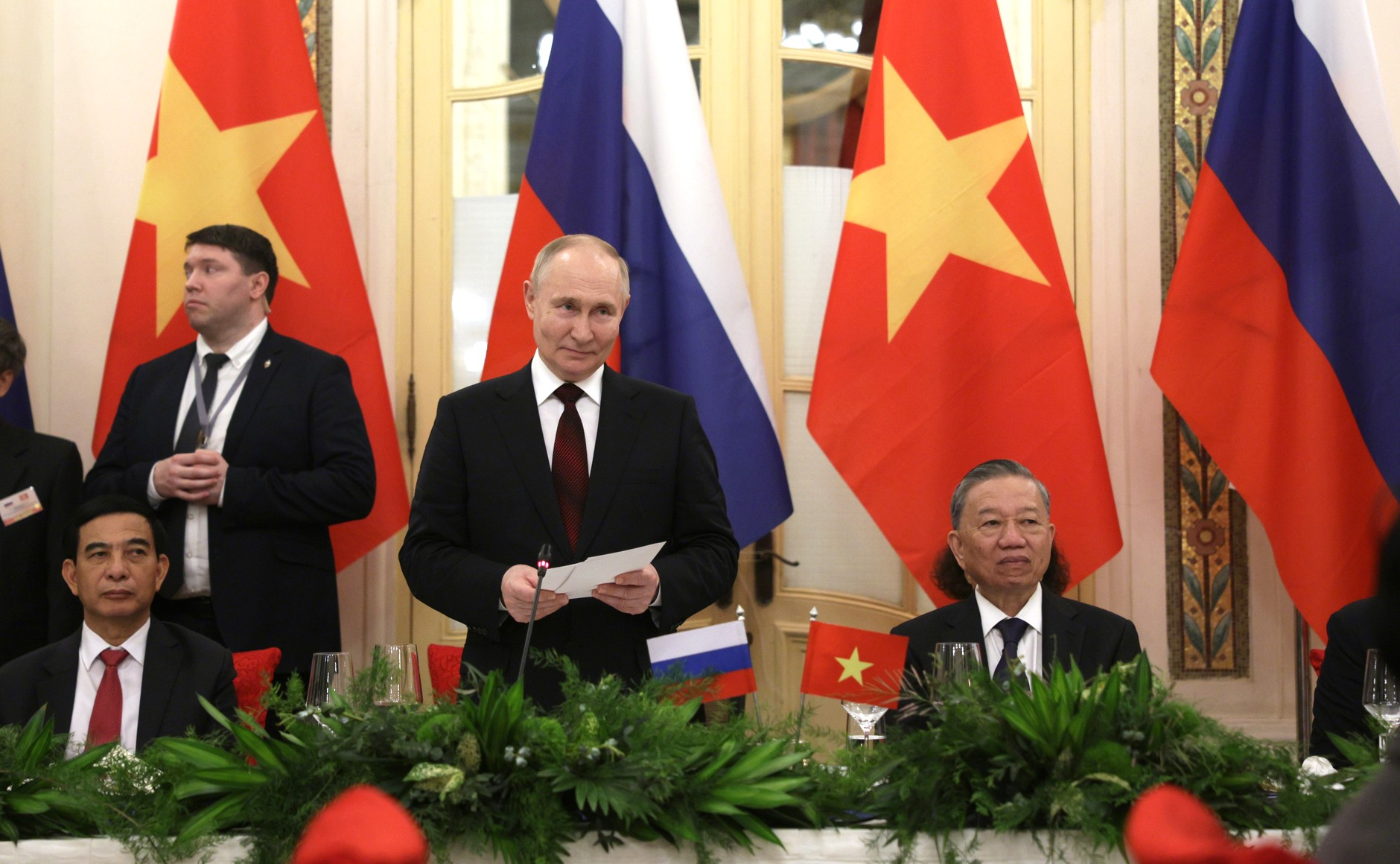
Phản ứng của Tô Lâm và Vladimir Putin trong lúc đưa ra tuyên bố chung.
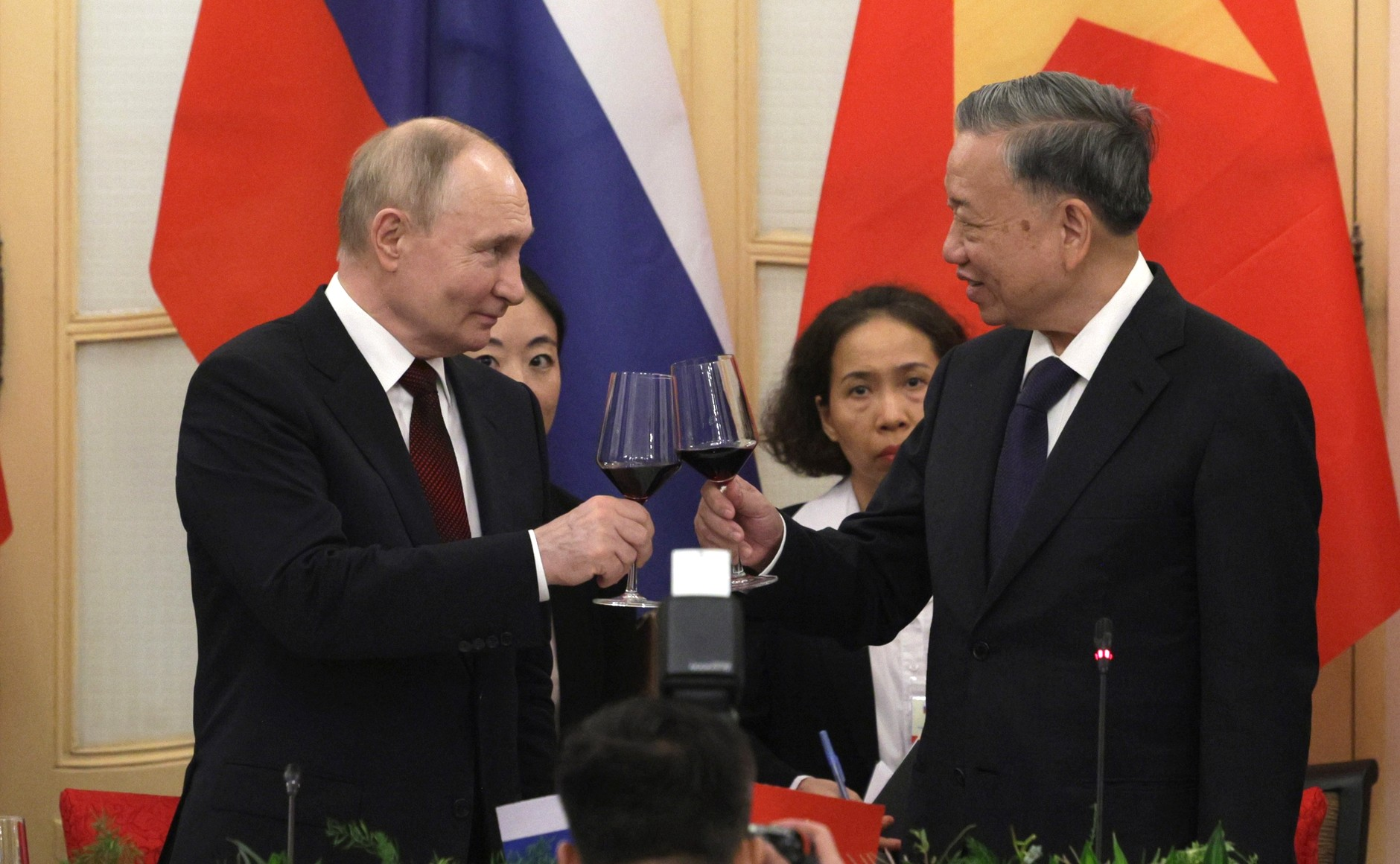
Tô Lâm và Vladimir Putin nâng ly chúc mừng.
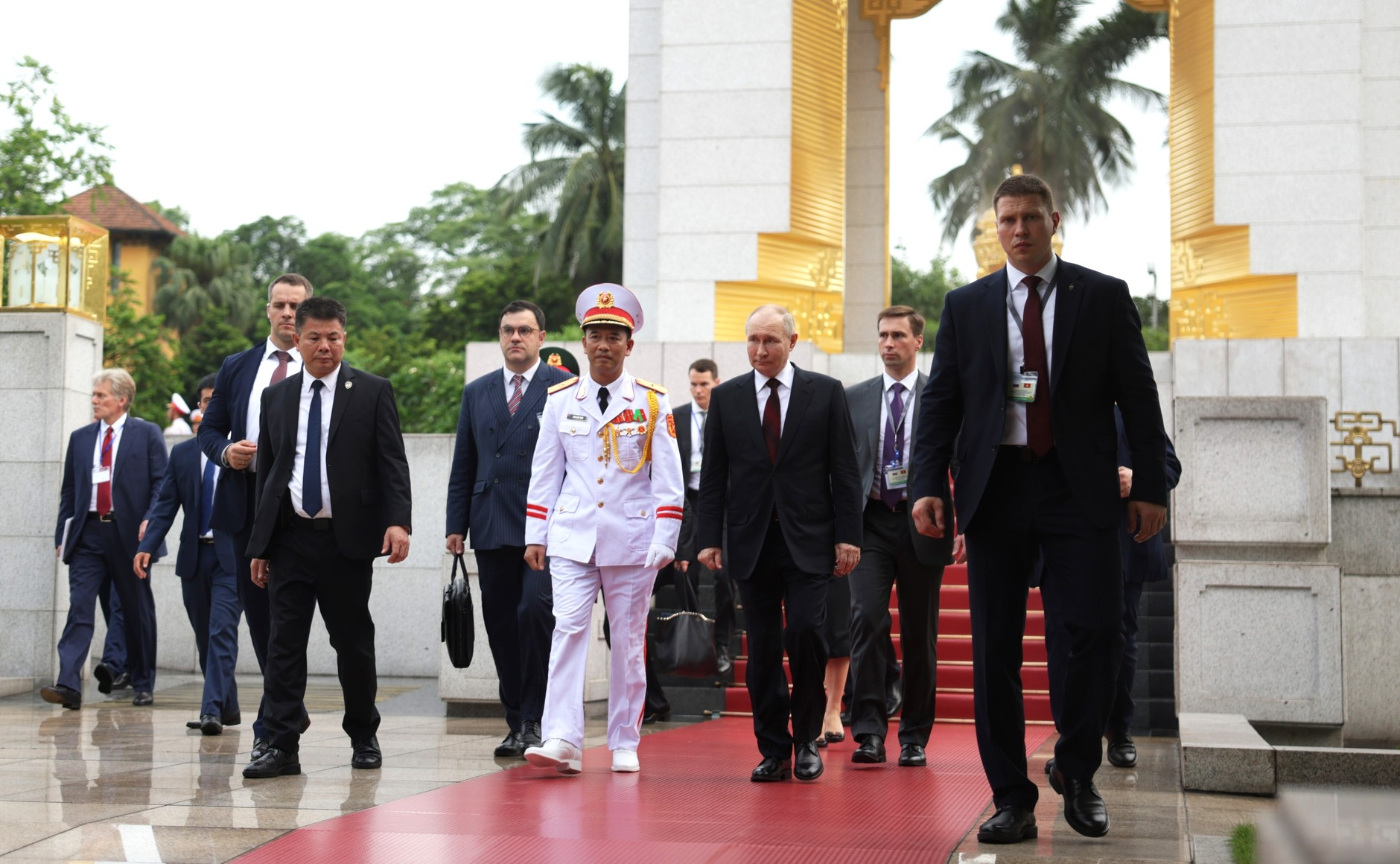
Vladimir Putin rời khỏi Đài tưởng niệm Bắc Sơn.
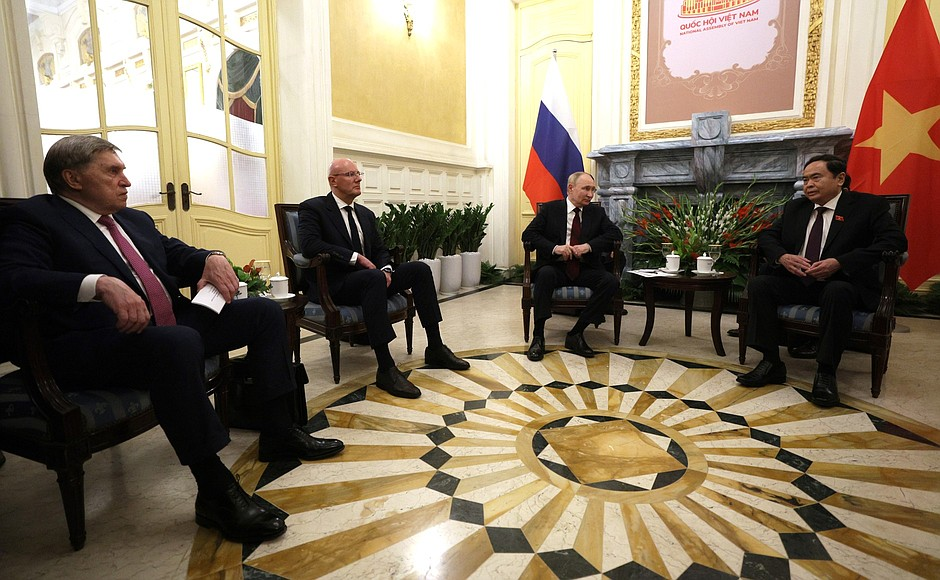
Chủ tịch Quốc hội Việt Nam Trần Thanh Mẫn hội kiến Tổng thống Nga Vladimir Putin.
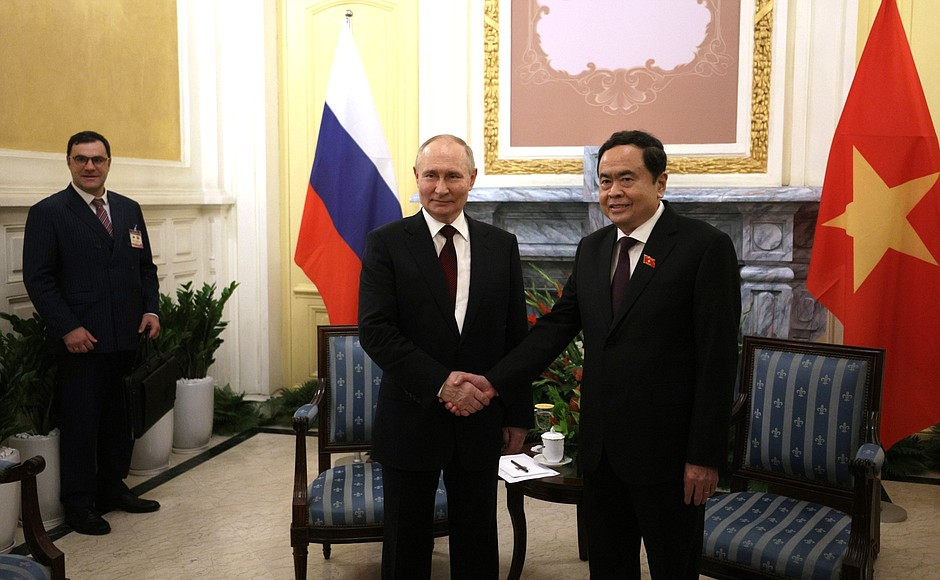
Cái bắt tay giữa Vladimir Putin và Trần Thanh Mẫn.
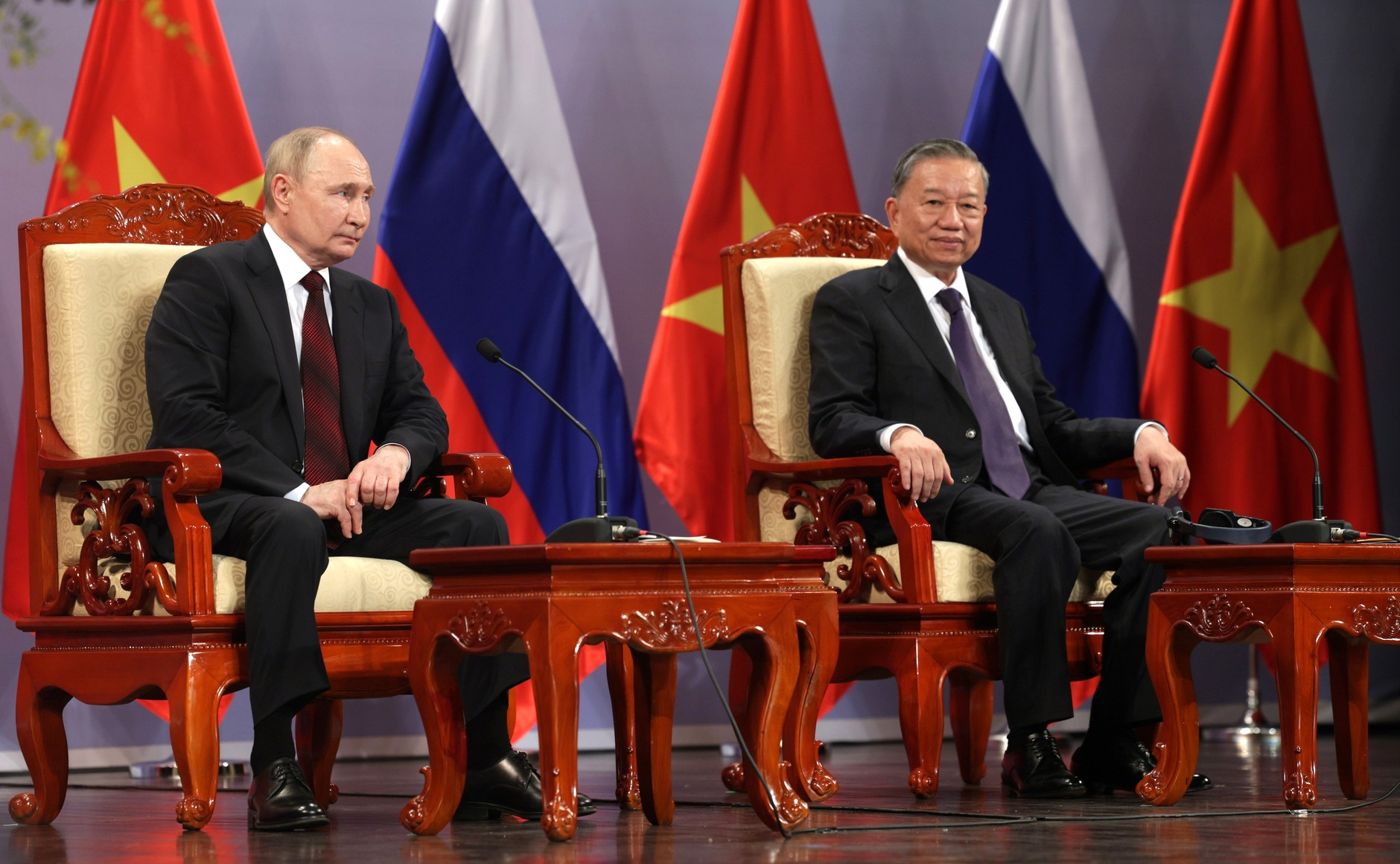
Tô Lâm và Vladimir Putin tại Nhà hát Lớn Hà Nội.
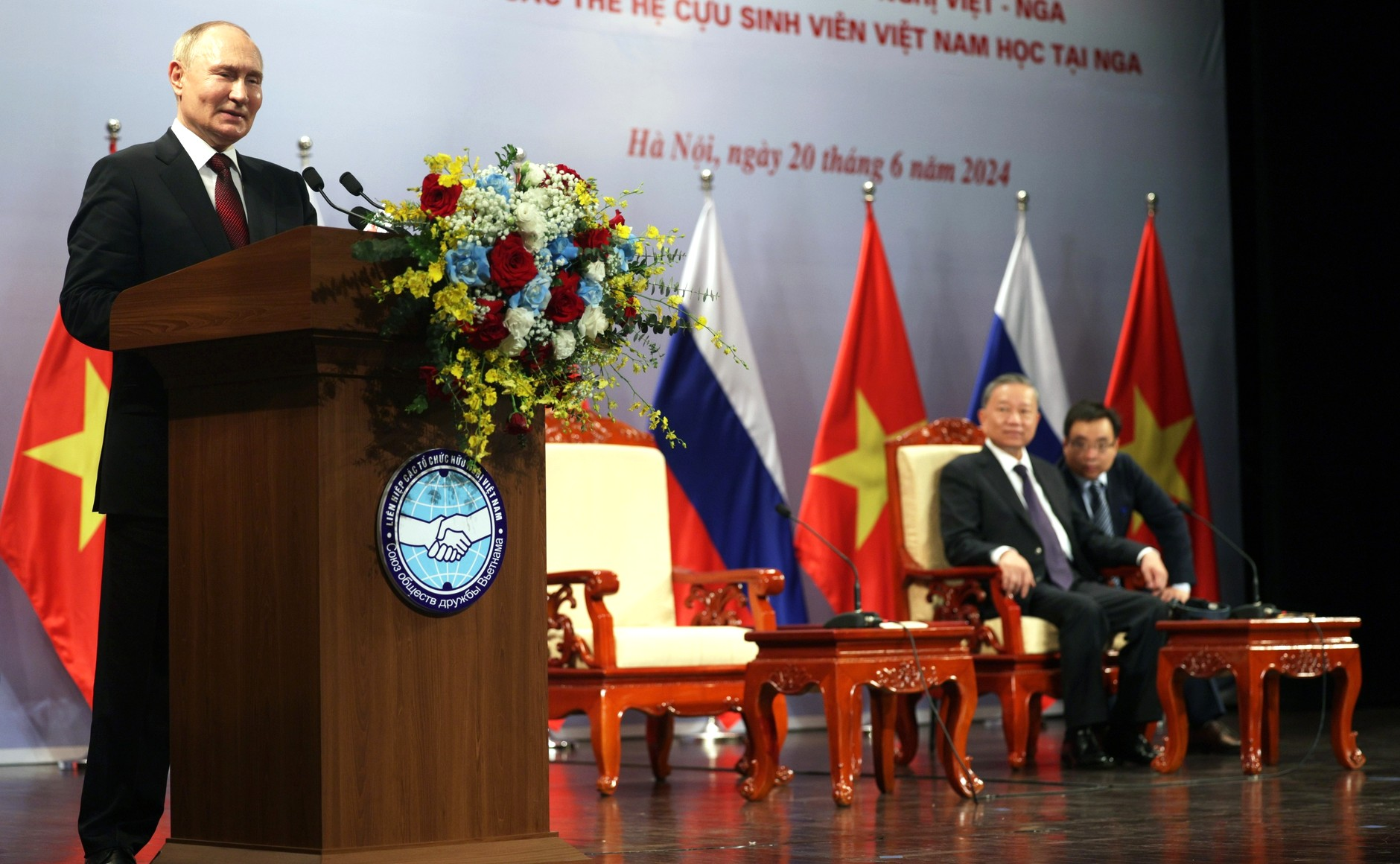
Vladimir Putin phát biểu tại Nhà hát Lớn Hà Nội.
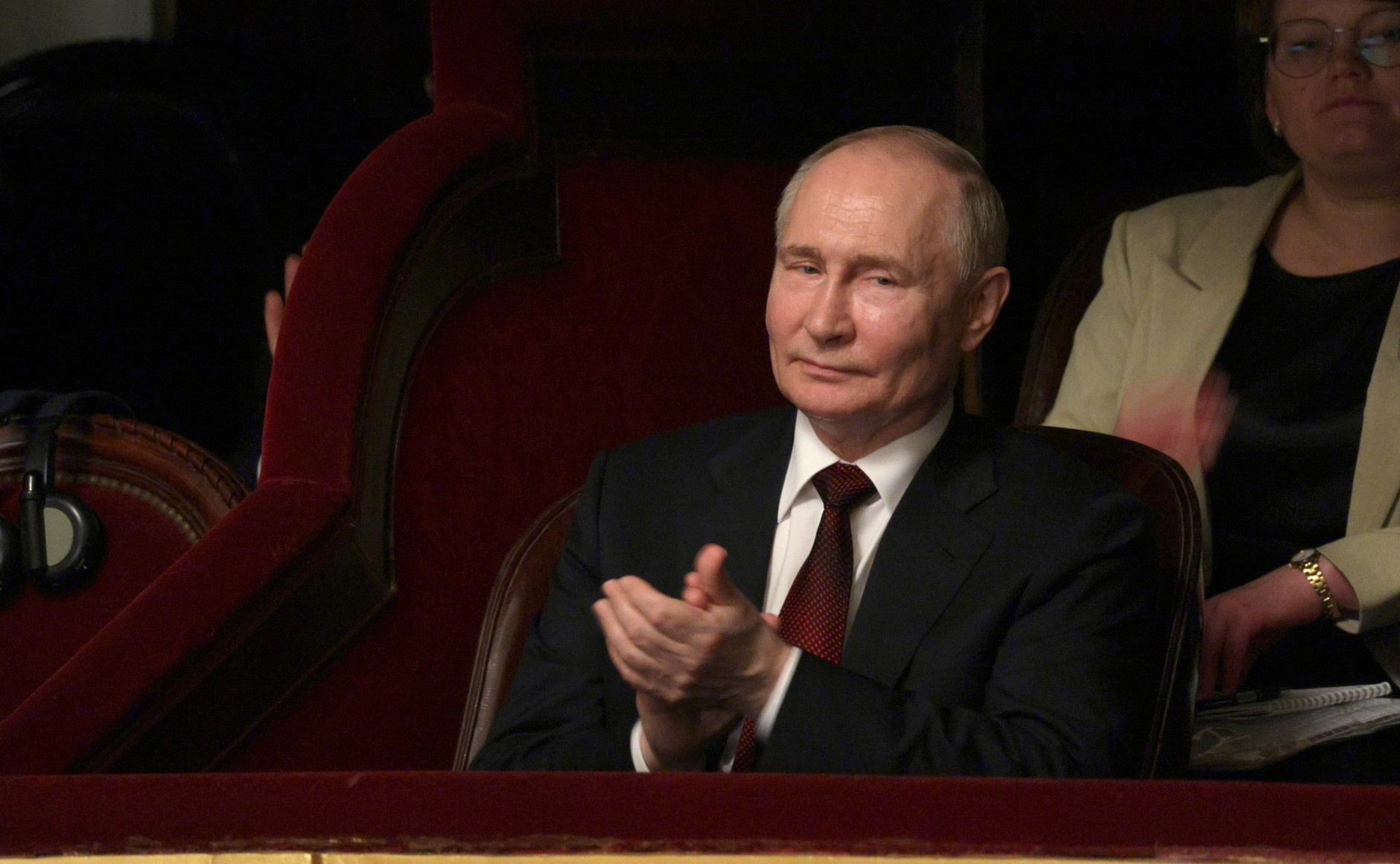
Vladimir Putin vỗ tay tại Nhà hát Lớn Hà Nội.
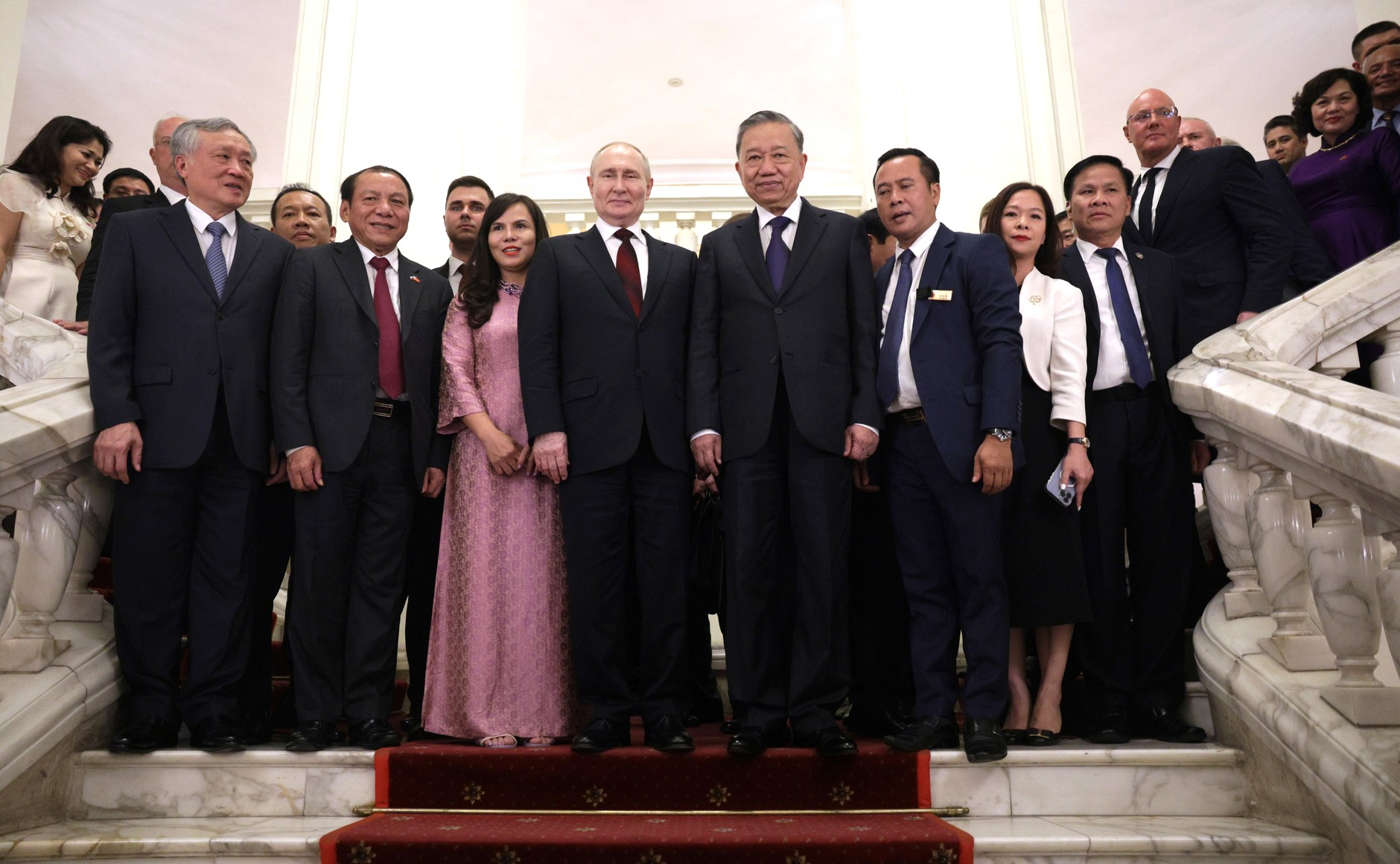
Tô Lâm và Vladimir Putin cùng các cựu sinh viên từng học tập tại Liên Xô và Nga.

### Thư viện
- TTXVN (ngày 20 tháng 6 năm 2024). "Toàn văn Tuyên bố chung Việt Nam - Liên bang Nga". Báo Tin tức. Việt Nam. Lưu trữ bản gốc ngày 21 tháng 6 năm 2024. Truy cập ngày 21 tháng 6 năm 2024. – Toàn văn Tuyên bố chung trong chuyến thăm của Vladimir Vladimirovich Putin tại Hà Nội 2024.
- Vladimir Putin (ngày 19 tháng 6 năm 2024). "Nga và Việt Nam: Tình hữu nghị được thử thách qua thời gian". Báo Nhân Dân. Việt Nam. Lưu trữ bản gốc ngày 21 tháng 6 năm 2024. Truy cập ngày 20 tháng 6 năm 2024. – Toàn thư của Tổng thống Nga Vladimir Vladimirovich Putin trước khi thăm Việt Nam.